# Moreno Roggi
Moreno Roggi (ur. 14 marca 1954 w San Miniato) – włoski piłkarz, występujący na pozycji obrońcy; po zakończeniu kariery menedżer piłkarski.
W latach 1974–1976 rozegrał 7 meczów w reprezentacji Włoch. W 1975 z zespołem AC Fiorentina zdobył Puchar Włoch i Puchar Anglo-Włoski.